# Labidocera detruncata
Labidocera detruncata är en kräftdjursart som först beskrevs av James Dwight Dana 1849.  Labidocera detruncata ingår i släktet Labidocera och familjen Pontellidae. Inga underarter finns listade i Catalogue of Life.